# Манилий Куман
Квинт Манилий Куман (на латински: Quintus Manilius Cumanus) е политик на Римската република през края на 1 век пр.н.е. Произлиза от фамилията Манилии.
През 52 пр.н.е. той е народен трибун. Консули тази година са Квинт Цецилий Метел Пий Сципион и Помпей.